# 沙僧

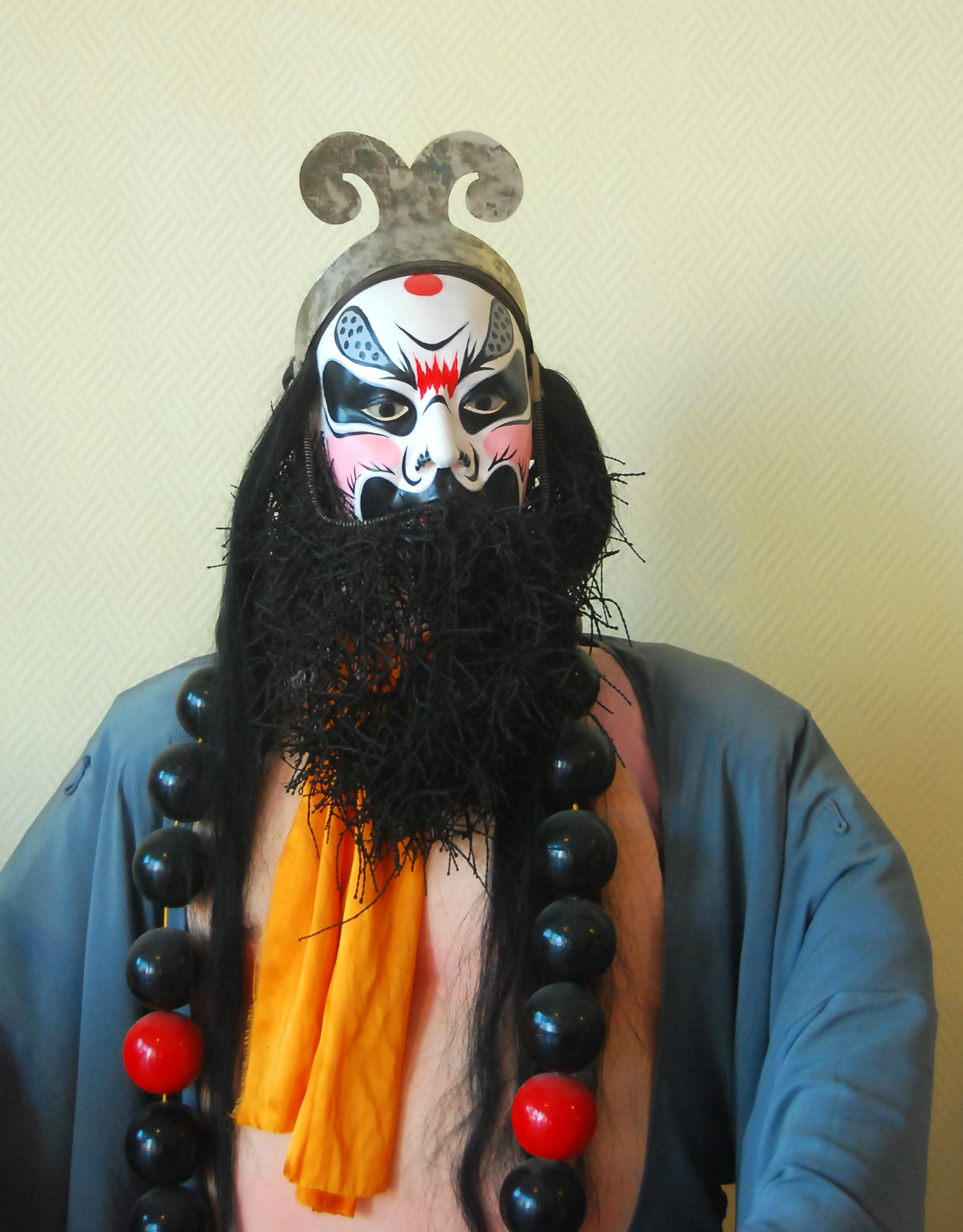
京剧中沙僧的形象

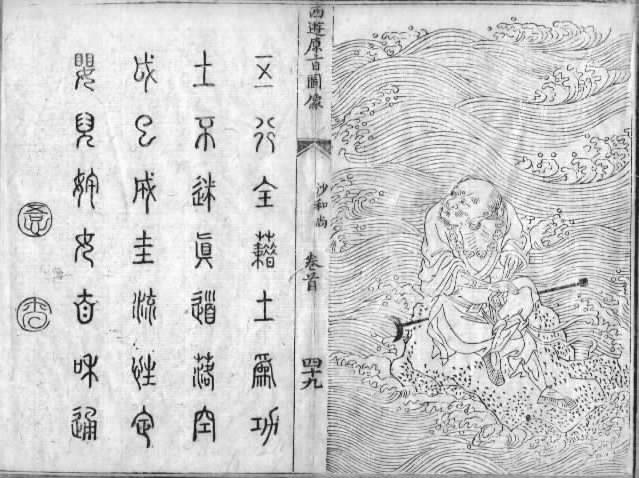
沙僧

沙僧（亦稱沙和尚），法号悟净，是中国古典小说《西遊記》中的人物。沙僧前身为捲簾大將軍，遭貶入凡界後成為妖怪，是唐僧在流沙河收的徒弟。

## 名稱
- 沙僧（沙和尚）
- 沙悟淨：成為唐僧徒弟後所取的法號。
- 捲簾大將（捲簾將軍）：沙僧被貶下凡之前的職務。在道教當中，此職務由李文廣、吳宛明二位將軍擔任。每當道士進行朝科，在科儀開始時，會請二位將軍捲起珠簾，以令道士得朝覲天尊、上帝。[1]科儀將結束時，則再請二位將軍放下珠簾，令道士退朝。[2]
- 金身羅漢：沙僧取經完成後的受封職務。
- 土 / 黃婆 / 刀圭：《西遊記》中以五行對應唐僧師徒五人（含白龍馬），沙僧對應“土”，[3][4]書中又稱“黃婆”、[5]“刀圭”。[6]

## 簡介
原是天庭武将，受封卷帘大将，是一位見事多的靈山大將，但因失手打碎琉璃盏被贬下凡，盘踞在流沙河成為妖怪，以人为食，项下挂着九個骷髅頭串成的項鍊。之後透過惠岸行者的介入與觀世音菩薩指點而成为了唐僧徒弟，其后与师父、师兄孙悟空、猪八戒以及白龙马一起赴西天取经，取经途中，沙僧勤勤恳恳任劳任怨，历经九九八十一难后，功德圆满，獲封为金身罗汉。
根據《西游记》，沙悟淨的描述長相是蓬鬆紅髮、雙眼圓亮似燈、不黑不青藍靛臉，聲音「如雷如鼓老龍聲」，高丈二，而身上披了一領鵝黃氅，腰束雙攢露白藤。但是在日本的相關創作中，沙僧的形象則與當地傳說動物河童結合。

### 其他故事版本
- 宋代《大唐三藏取經詩話》，沙悟淨的角色原型「深沙神」曾於過去吃了兩次三藏的前世並將他們兩人的骷髏掛於頸上。這世悔改並架橋供唐三藏一行人渡河。但不同於《西遊記》的沙悟淨，深沙神並未隨三藏一行人前往西天。[10]
- 元代楊景賢的《西遊記》雜劇中，沙和尚原本為玉皇殿前捲簾大將軍，但因帶酒思凡，被罰在恆河做水怪並以河神自居。唐僧過去九世曾往西取經，但都遭沙和尚所食，並將他們九人的骷髏掛於頸上。[11]

## 原型
鲁迅认为沙僧的原型来自《大唐三藏取经诗话》里面的深沙神。陳寅恪認為沙和尚这一形象，当来自《慈恩法师传》（《大慈恩寺三藏法師傳》），该传记实际又受到《波罗密心经》的影响，“沙和尚是师徒四个人中性格刻画最不成功的”。

## 武器
降妖寶杖為沙僧使用武器，由魯班以吳剛砍下的桂樹枝所製，外型兩端細中間粗，曾被妖怪形容像擀麵棍。该杖同九齿钉耙一样重。但是在各類文藝作品中，武器形象則多為月牙铲。

## 影視作品
- 盤絲洞 （1927年），但二春飾演
- 孫悟空前篇（1940年）
- 孫悟空後篇（1940年）
- 紅孩兒（1975年），楊奎玉飾演

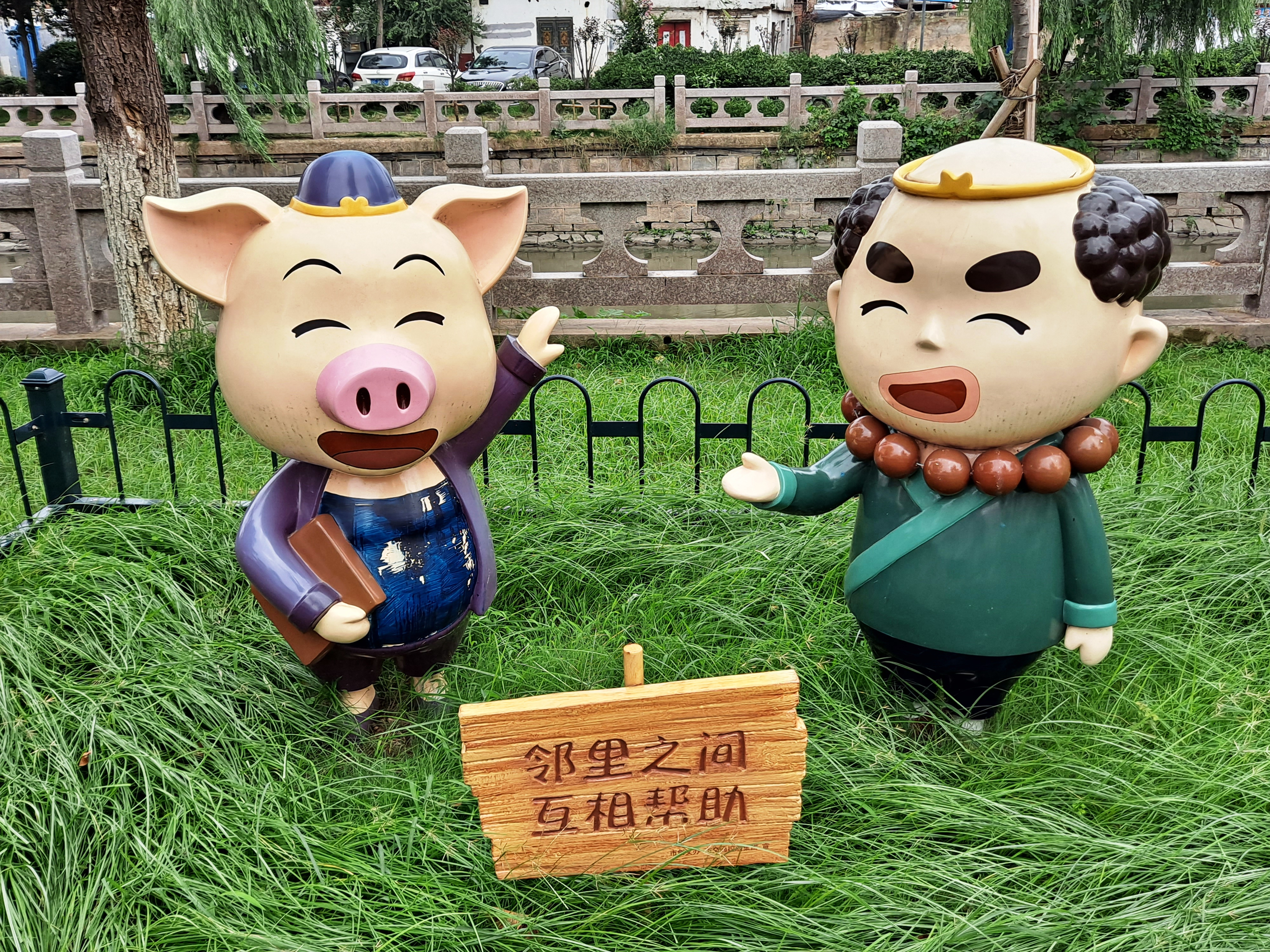
连云港街头的沙僧与猪八戒卡通

- 中國神話故事西遊記(1983電視劇） 臺灣中華電視公司，孫樹培飾演
- 西遊記 (1986年電視劇)，閆懷禮飾演
- 西游记续集，刘大刚飾演
- 西遊記後傳，李京飾演
- 吴承恩与西遊記，刘大刚飾演
- 西遊記 (2010年電視劇)，牟凤彬飾演
- 西遊記 (2011年電視劇)，徐锦江飾演
- 西遊記 (1996年電視劇)，麥長青飾演
- 西遊記（貳），麥長青飾演
- 齊天大聖孫悟空，李璨琛飾演
- 西行平妖，杜玉明飾演
- 大話西遊，江約誠飾演
- 情癫大圣，张致恒飾演
- 西遊·降魔篇，李尚正飾演
- 西游·伏妖篇，巴特尔饰演
- 萬萬沒想到：西遊篇，易振興飾演
- 西游记 (1978年电视剧)，岸部四郎飾演
- 西遊記 (1993年電視劇)，岛田久作（日语：嶋田久作）飾演
- 西游记 (1994年电视剧)，柄本明飾演
- 西遊記 (2006年電視劇)，内村光良飾演
- 和遊記，張光 飾演
- 西遊ABC，范曉雙（英语：Xiaoshuang Fan） 飾演